# São Cristóvão (São Cristóvão e Neves)
São Cristóvão (em inglês: Saint Kitts ou Saint Christopher) é a maior ilha do Estado de São Cristóvão e Neves nas Caraíbas (Caribe).
Está situada a 17°15' N, 62°40' W, a cerca de 2 100 km a sudeste de Miami, Flórida (Estados Unidos). Possui uma área de cerca de 168 km², 29 km de comprimento e 8 km de largura.
A ilha tem uma população atual de mais de 40 000 habitantes, a maioria descendentes de escravos africanos libertos. A língua principal é o inglês, e a taxa de alfabetização é de cerca de 98%. Os residentes chamam a si próprios "kittitians" (o que pode ser adaptado para português como quititianos).
A maior cidade da ilha é a capital da nação: o porto de Basseterre.
Durante a última era glacial, quando o nível do mar era cerca de 60 metros mais baixo, São Cristóvão formava uma única ilha com as atuais ilhas vizinhas de Neves (a outra ilha componente do estado de São Cristóvão e Neves), Santo Eustáquio e Saba. Hoje, São Cristóvão situa-se a cerca de 10 km a sudeste de Santo Eustáquio e a 3 km a noroeste de Neves. Possui três grupos diferentes de picos vulcânicos: a Cordilheira Noroeste, ou do Monte Misery, a Central ou Verchilds, e a Sueste ou Olivees. O pico mais elevado é o Monte Liamuiga, anteriormente conhecido como Monte Misery (em português: Monte da Infelicidade), um vulcão adormecido com cerca de 1 156 m de altitude máxima.